# Laird (Kolorado)
Laird – jednostka osadnicza w Stanach Zjednoczonych, w stanie Kolorado, w hrabstwie Yuma.